# Slavic Canal Internacional
Slavic Canal Internacional é o canal de televisão da Ucrânia.
As suas emissões experimentais iniciaram-se em 14 de dezembro de 1994 em Mykolaiv.
No entanto, as emissões regulares só se iniciariam a partir de 12 de setembro de 2008 em Kiev.